# توم ستانتون
توم ستانتون (بالإنجليزية: Tom Stanton)‏ (3 مايو 1948 بغلاسكو في المملكة المتحدة - ) هو لاعب كرة قدم بريطاني في مركز الدفاع. لعب مع فوريست غرين ونادي أرسنال ونادي بريستول روفيرز ونادي ليفربول ونادي مانسفيلد تاون وClevedon Town F.C. ‏ ونادي ويموث.